# Je vis
Je vis  (en arabe : أنا أحيا, translittéré Ana Ahya) est le premier roman de l'écrivaine libanaise Leïla Baalbaki, paru en 1958. Il prépare la voie à de nombreux romans d'autrices libanaises, centrés sur des personnages de jeunes femmes qui explorent de nouvelles manières d'être affranchies des rôles de genre traditionnels.
Il a été classé parmi les 105 meilleurs romans arabes du XXe siècle par l'Union des écrivains arabes, au 17e rang,,,.

## Résumé
Le roman met en scène une jeune fille, Lina Fayyad, qui erre dans les rues de Beyrouth tout en se livrant à un monologue intérieur. L'héroïne est critique à l'égard de son père enrichi grâce à des opérations financières suspectes, et à l'égard de sa mère prisonnière de son rôle d'épouse. Elle aime un jeune étudiant irakien qu'elle fréquente à l’Université américaine de Beyrouth, nommé Baha' ; toutefois, quoique marxiste, et ouvert en principe à l'idée d'égalité entre hommes et femmes, Baha' demeure attaché dans les faits aux privilèges que lui vaut son identité masculine, et il se détache de Lina dont il juge la conduite trop libre. La solitude donne à Lina des idées de suicide sur la voie publique ; elle retient in extremis un geste qui pouvait lui être fatal, puis s'abîme dans la tristesse : « Ni Baha', ni enfant, ni travail, ni études. Ma vie, je le voyais bien à présent, n’était qu’un désert stérile », se dit-elle alors.
Si « la pulsion de vie constitue le moteur de la narration », elle entretient une tension permanente avec la pulsion de mort, selon la critique Katia Ghosn. L'héroïne au dénouement analyse avec lucidité son enfermement social : « Comme si j’étais forcée de retourner à la maison ! Il faut toujours que je rentre chez moi. Que je couche dans cette maison. Que je mange dans cette maison. Que je me lave dans cette maison. Que mon destin se noue dans cette maison ».

## Parution
Je vis paraît dans une revue importante spécialisée dans la poésie contemporaine, Shi‘ir.
Le roman connaît un très large succès critique immédiat, devenant selon le journaliste Abdo Wazen « une sorte d’événement romanesque dans les années 60 à Beyrouth, la ville de la modernité, entre autres capitales arabes ».

## Analyses

### Un roman féministe
Dans l’encyclopédie Écrivaine arabe, publiée par le Conseil supérieur de la culture en Égypte, la critique Youmna el-Eid considère Je vis comme le premier roman féministe arabe contemporain, et le décrit comme « une référence dans le développement du roman arabe au Liban ». De même Hanan Awad estime dans son ouvrage Arab Causes in the Fiction of Ghādah Al-Sammān, (1961-1975) que la dénonciation du patriarcat par l'héroïne de Je vis a inspiré d'innombrables écrivains de la génération de Leila Baalbaki et au-delà - situant Baalbaki «à l'avant-garde du premier mouvement féministe révolutionnaire dans la littérature arabe».
Pour Isabel Garcia, « les publications de Baalbaki dans les années 1950 et au début des années 1960 permettent de voir en elle une ardente défenseure des droits et libertés des femmes ».

### Un roman moderne
Le roman innove par rapport à la tradition romanesque libanaise par sa mise en scène du personnage : la narratrice, au centre de l'intrigue, perd pied au fil du récit ; elle est aux antipodes des héros positifs, valeureux, qui dynamisent l'action. Le cadre spatio-temporel (la ville de Beyrouth à l'époque contemporaine), est également novateur. Etudiant des thèmes que l'œuvre partage avec celle d'autres écrivaines libanaises, Samira Aghacy souligne l'importance du café comme espace qui offre une relative liberté aux femmes.
Le roman est porteur, dès son titre, d'une «affirmation véhémente d'individualisme radical», selon la formule de la chercheuse Maru Pabon.

### Thème de la révolte
Le personnage de Lina Fayyad se rebelle contre les valeurs patriarcales et rejette les comportements imposés par un système capitaliste.
Aux yeux de la narratrice, son père incarne le sexisme et tout ce qu'elle déteste : ainsi son père ayant collaboré avec de hauts fonctionnaires du mandat français au Liban, elle le considère comme un traître à son pays ; elle dénonce son amour de la domination, qui s'accommode de «la soumission à l'envahisseur et au tyran, des Ottomans au mandat» ; par ailleurs, elle découvre qu'il entretient une relation adultère, ceci alors même s'il s'est arrogé le droit de critique la relation qu'elle a nouée avec Baha. Elle dit à son sujet : « Je méprise mon père et je méprise ses millions... Savez-vous que si j'avais pu choisir un père, il n'aurait pas été le mien ? ».
Déambulant dans les rues de Beyrouth elle perçoit une opposition entre d'une part la haute société qui fréquente des bars, des salles de jeux, qui a recours aux prostituées et, d'autre part, les classes défavorisées, celle des taudis, des colporteurs. Elle dit : « Mon père se vante de cumuler ses richesses, de ses rapports amicaux avec les Français au temps du mandat, comme si ce bonheur où il baigne n’était pas l’une des causes de la privation de milliers de familles ».

### Thème de l'amour
L'amour échoue dans le roman de Leila Baalbaki qui, selon la critique Vajihe Soroush, donne une « vision négative des relations entre hommes et femmes et du patriarcat qui gouverne sa société» ; l'amour idéal n'existe pas ».

## Réception

### Au Liban
Si Leila Baalbaki a été en butte à la censure pour son roman Voyage de Hanane pour la Lune en 1964, nombre de ses textes parmi lesquels Je vis sont devenus des oeuvres canoniques figurant dans des programmes scolaires.

### En France
Dans un contexte où le public français connaît très mal la littérature arabe contemporaine - il ne commence à s'y intéresser que dans les années 1970 -, le livre est un des rares ouvrages de jeunes auteurs qui ait eu droit à une traduction. N'étaient traduits jusqu'à 1968, parmi les auteurs arabes vivants, qu'un ouvrage de l'égyptien Taha Hussein, Le Livre des jours, un autre de Tawfiq al-Hakim, également égyptien, Journal d'un substitut de campagne, et une anthologie en trois volumes parue au Seuil entre 1964 et 1967. Il faut attendre le prix Nobel de l'égyptien Naguib Mahfouz en 1989 pour que le roman arabe acquière droit de cité dans le champ littéraire en France.
La faveur dont bénéficie le roman de Leila Baalbaki pourrait s'expliquer selon certaines analyses par un goût pour l'exotisme ou même un « voyeurisme » de la part de l'ancienne puissance coloniale, ou par une solidarité politique avec les femmes arabes opprimées.

## Postérité
Selon le critique Alexandre Najjar, l'autrice de Je vis annonce par son audace Hanan El-Cheikh, qui écrit notamment L'Histoire de Zahra, Hoda Barakat, qui donne Le Laboureur des eaux, Najwa Barakat dans Ya Salam, Alawiya Sobh (Maryam ou le Passé décomposé), Rasha Al-Ameer, autrice de Le Jour Dernier.
Hanan El-Cheikh s'est exprimée plus particulièrement sur l'influence qu'a exercée sur elle Je vis - sa puissante protestation contre le patriarcat et sa revendication de liberté individuelle,.

## Traductions
Ana Ahya a été traduit en français ( Je vis! Seuil, 1960) et en allemand (Ich lebe, Lenos 1994),